# Nationale Sluitingsprijs 2005
Il Nationale Sluitingsprijs 2005, settantaduesima edizione della corsa, valido come evento dell'UCI Europe Tour 2005 categoria 1.1, fu disputato l'11 ottobre 2005 per un percorso di 177,2 km. Fu vinto dal belga Gert Steegmans, al traguardo in 3h38'09" alla media di 48,737 km/h.
Dei 158 ciclisti partiti da Putte furono in 113 a portare a termine il percorso.

## Ordine d'arrivo (Top 10)
| Pos. | Corridore         | Squadra         | Tempo    |
| ---- | ----------------- | --------------- | -------- |
| 1    | Gert Steegmans    | Davitamon       | 3h38'09" |
| 2    | Roger Hammond     | Discovery Ch.   | s.t.     |
| 3    | Rudi Kemna        | Shimano         | a 4"     |
| 4    | Max van Heeswijk  | Discovery Ch.   | s.t.     |
| 5    | Wouter Weylandt   | Quick Step      | s.t.     |
| 6    | Nico Eeckhout     | Ch. Jacques     | s.t.     |
| 7    | Michael Blanchy   | Jartazi         | s.t.     |
| 8    | Jürgen Roelandts  | Bodysol         | s.t.     |
| 9    | Jurgen Van Loocke | Landbouwkrediet | s.t.     |
| 10   | Rik Reinerink     | Shimano         | s.t.     |